# Игры разума
«Игры разума» (англ. A Beautiful Mind — «Прекрасный ум» (разум)) — биографическая драма Рона Ховарда по одноимённой книге С. Назар, рассказывающей о жизни Джона Форбса Нэша, лауреата Нобелевской премии по экономике.
Книга в 1998 году была номинирована на Пулитцеровскую премию.
Сценарий к фильму был написан Акивой Голдсманом. Главную роль в картине исполнил Рассел Кроу; также снялись Дженнифер Коннелли, Эд Харрис, Кристофер Пламмер и Пол Беттани. Фильм получил четыре Оскара («Лучший фильм», «Лучший адаптированный сценарий», «Лучшая работа режиссёра», «Лучшая актриса второго плана» — Дженнифер Коннелли), награду «Золотой глобус» (в частности, приз получил Рассел Кроу за лучшую мужскую роль) и был отмечен несколькими премиями BAFTA. Премьера фильма состоялась 21 декабря 2001 года в США, 3 июля 2002 года — в России. Фильм был положительно воспринят критиками и собрал более 300 млн долларов по всему миру.
История начинается с ранних лет молодого математика Джона Нэша. У него начинает развиваться параноидная шизофрения, сопровождающаяся галлюцинациями, и прогрессирует до тех пор, пока не ставит под удар его работу и отношения с женой и друзьями.
Фильм был подвергнут критике за неточное изображение на экране некоторых аспектов жизни Нэша. Фильм представил его галлюцинации как зрительными, так и слуховыми, тогда как в жизни они были исключительно слуховыми.

## Сюжет
В 1947 году подающий надежды студент Джон Нэш приезжает в Принстон. Мнительный и странноватый, он не находит контакта с окружающим обществом и даже не посещает занятия, всецело погрузившись в исследования. Карьеру блестящий молодой учёный продолжает преподавателем в Массачусетском технологическом институте. Нэш обращает внимание на одну из студенток, Алисию. Они начинают встречаться, и вскоре она становится его женой.
Однажды к Джону обращается некий агент Уильям Парчер, предлагающий поработать на особый отдел ЦРУ. Его задача — анализировать информацию, опубликованную в открытых источниках, с целью поиска в ней зашифрованной информации. Это данные, которыми обмениваются заговорщики — враги США. Свои отчёты Нэш оставляет в почтовом ящике в условленном месте. Во время одного из своих визитов к почтовому ящику он подвергается нападению заговорщиков и чудом избегает гибели. Вскоре выясняется, что вся работа на ЦРУ — всего лишь плод его воображения.
Агент Парчер, сосед по комнате в Принстоне Чарльз Герман и его племянница Марси не существуют в реальности. Джон Нэш тяжело болен — у него шизофрения. Узнав о недуге, Алисия поражена, но не сдаётся, противопоставив болезни свою любовь. После длительного тяжёлого лечения Нэшу удаётся взять болезнь под контроль. Галлюцинации продолжают посещать учёного, но больше не делают его опасным для окружающих, и после продолжительного перерыва Нэш возвращается к науке.
За новаторские открытия в теории игр его ждут признание и слава — во время нобелевской речи он благодарит супругу за понимание и поддержку. Парчер, Чарльз и Марси тоже находятся в зале и слушают его речь.

## В ролях
| Актёр                 | Роль                                                                       |
| --------------------- | -------------------------------------------------------------------------- |
| Рассел Кроу           | Джон Нэш, гений математики                                                 |
| Дженнифер Коннелли    | Алисия Нэш, студентка Нэша                                                 |
| Эд Харрис             | Уильям Парчер, правительственный агент, работающий на Министерство обороны |
| Пол Беттани           | Чарльз Герман                                                              |
| Адам Голдберг         | Сол, друг Нэша из Принстонского университета                               |
| Кристофер Пламмер     | Роузен, доктор в психиатрической лечебнице                                 |
| Джош Лукас            | Мартин Хэнсен, соперник Нэша из Принстона                                  |
| Джадд Хирш            | Хелинжер, глава Принстонского математического отделения                    |
| Энтони Рэпп           | Бендер, друг Нэша из Принстонского университета                            |
| Вивьен Кардоун        | Марси, племянница Чарльза                                                  |
| Джейсон Грей-Стэнфорд | Эйнсли Нильсон, профессор шифрования                                       |

## Производство
Продюсер Брайан Грейзер впервые прочитал отрывок из книги Сильвии Назар в журнале Vanity Fair. После чего немедленно выкупил права на фильм. В итоге он пригласил в проект Рона Ховарда, которого не устроил график съёмок, и он не смог присоединиться к проекту. Грейзер позже сказал, что множество режиссёров категории «А» приходили на проект со своим видением фильма и своим графиком работы. В какой-то момент на роль режиссёра фильма был предложен Роберт Редфорд, но его также не устроило расписание съёмок. Грейзер очень серьёзно подошёл к выбору режиссёра, но в тот момент свободным был лишь Ховард. Продюсер был вынужден принимать решение, поэтому пошёл на уступки в графике съёмок и выбрал Ховарда.
Затем Грейзер занялся поисками сценариста, в ходе которых встречался, в основном, с серьёзными драматургами. В результате выбор продюсера пал на Акиву Голдсмана из-за его энтузиазма и сильного желания присоединиться к проекту. Голдсман имел немалый опыт общения с душевнобольными людьми: в свою бытность врачом он лично разрабатывал методики восстановления душевного здоровья детей и взрослых. Благодаря творческому подходу Голдсмана сюжет фильма до определённого момента не позволял зрителям понять, что они наблюдают за несуществующей реальностью. Это было сделано для того, чтобы зрители чувствовали себя так же, как Нэш. Но всё же в ряде эпизодов можно заметить призрачность персонажей, сотворённых разумом Нэша. Например, в эпизоде, когда главный герой знакомится с племянницей своего призрачного друга, та бежит по лужайке, заполненной голубями, и пытается их спугнуть, но птицы не обращают на неё никакого внимания. Ховард согласился снимать фильм по данному сценарию. Он лишь попросил, чтобы Голдсман особое внимание уделил развитию любовной линии.
С Дэйвом Байером, преподавателем математики в колледже Барнарда (Колумбийский Университет), консультировались по поводу математических уравнений, которые появляются в фильме. Байер сосредоточился на герое, который не хотел преподавать обычные вещи, а был увлечён более интересными задачами. Именно рукой Байера Рассел Кроу в фильме выводит на доске мудрёные формулы. Можно заметить, что формулы, написанные на доске в кабинете Нэша, не изменяются даже спустя несколько лет по фильму. Также Байер появляется в фильме в роли-камео как один из преподавателей, который вручает ручку Нэшу на церемонии вручения ручек ближе к концу фильма.
Обладатель премии «Оскар» Грег Кэнном был выбран для создания грима постаревшим главным героям. Рассел Кроу уже работал с Кэнномом во время съёмок фильма «Свой человек». Ховард также работал с Кэнномом над фильмом «Кокон». Весь фильм был поделён на стадии развития и взросления героев, отчего и зависел уровень и сложность грима. Первоначально было решено просто старить Рассела Кроу на протяжении всего фильма; однако, по предложению актёра, мастера грима придавали его лицу черты, присущие настоящему Джону Нэшу. Кэнном использовал новейшие средства в области грима, например, силикон, который мог имитировать реальную кожу и сокращал время наложения грима с восьми до четырёх часов. Кроу также применял множество зубных протезов, которые создавали неправильный прикус.
Ховард и Грейзер выбрали Джеймса Хорнера для создания музыки к фильму из-за дружеских отношений с ним и из-за его способности к общению. Ховард сказал о Хорнере: «Разговор с ним подобен общению с автором, актёром или другим режиссёром». Непрерывная дискуссия между режиссёром и композитором продолжалась из-за понимания высшей математики, сущность которой в меньшей степени заключалась в числах и решениях, а больше была подобна калейдоскопу, в котором развиваются и изменяются идеи. После первого показа фильма Хорнер сказал Ховарду: «Я вижу, что изменения происходят так же стремительно, как меняется погода». Он использовал эту тему для того, чтобы показать изменения, происходящие с главным героем. Хорнер выбрал валлийскую певицу Шарлотту Черч, чтобы использовать её вокал сопрано, потому что композитор хотел добиться баланса между детским и взрослым певческими голосами. Он хотел не только «чистоты, ясности и яркости инструмента», но и того, чтобы вибрато поддерживал человеческий голос.
Почти все сцены снимались именно в таком порядке, в котором они появляются в фильме. Три отдельных поездки были совершены в университетский городок Принстона. Во время съёмок Ховард решил, что иллюзии Нэша должны будут всегда вводиться сначала звуковым, а затем уже зрительным рядами. Это не только даёт визуальное представление, но и позволяет показать видения глазами Нэша. Нужно сказать, что галлюцинации настоящего Нэша были только слуховыми, он не видел зрительных образов. Две ночные съёмки были сделаны в кампусе Университета Фэрли Дикинсона во Флорэм-Парке (Нью-Джерси) и в танцевальном зале Вандербилта Мэншена. В роли рукописи, которую молодой Джон Нэш показывает своему куратору, профессору Хелинджеру, выступает копия подлинной статьи, напечатанной в журнале Econometrica под заголовком «Задача совершения сделки».
Многие актёры рассматривались на роль Джона Нэша: Брюс Уиллис, Кевин Костнер, Джон Траволта, Том Круз, Джон Кьюсак, Чарли Шин, Роберт Дауни-младший, Николас Кейдж, Джонни Депп, Рэйф Файнс, Джаред Лето, Том Хэнкс, Брэд Питт, Алек Болдуин, Мел Гибсон, Джордж Клуни, Шон Пенн, Гай Пирс, Мэттью Бродерик, Гэри Олдмен и Киану Ривз. Съёмки фильма начались на следующий день после церемонии вручения премии «Оскар», на которой Рассел Кроу завоевал приз за лучшую мужскую роль в фильме «Гладиатор», поэтому продюсерам было не так просто заполучить Кроу на роль Нэша.
На роль Алисии пробовались Порша Де Росси, Кэтрин Маккормак, Мег Райан, Рэйчел Гриффитс и Аманда Пит. Однако Райан выбыла ещё до начала производства. Также на роль Алисии претендовала Сальма Хайек. Продюсеры сначала не думали о Дженнифер Коннелли для роли Алисии. До этого она сыграла главную роль в фильме «Реквием по мечте» вместе с Джаредом Лето. Когда Лето проходил кастинг на роль Джона, Коннелли помогала ему, сидя напротив и читая текст Алисии (таким образом они разыгрывали один из диалогов). Лето продюсеры не взяли, а Коннелли в образе Алисии им понравилась. В итоге актриса была утверждена на роль после того, как Рон Ховард провёл сравнение её и Алисии Нэш — сравнению подверглись образование и черты лица.
Изначально персонаж Чарльз Герман не должен был быть британцем; однако режиссёр Брайан Хелгеленд пригласил на проект Беттани из «Истории рыцаря». Создатели фильма согласились, что герой может быть британцем.

## Награды и номинации
| Премия                         | Категория                         | Имя                          | Результат |
| ------------------------------ | --------------------------------- | ---------------------------- | --------- |
| Оскар                          | Лучший фильм                      | Брайан Грейзер, Рон Ховард   | Победа    |
| Оскар                          | Лучшая режиссура                  | Рон Ховард                   | Победа    |
| Оскар                          | Лучшая мужская роль               | Рассел Кроу                  | Номинация |
| Оскар                          | Лучшая женская роль второго плана | Дженнифер Коннелли           | Победа    |
| Оскар                          | Лучший адаптированный сценарий    | Акива Голдсман               | Победа    |
| Оскар                          | Лучший монтаж                     | Майк Хилл, Дэниел Хэнли      | Номинация |
| Оскар                          | Лучший грим                       | Грег Кэнном, Коллин Каллаган | Номинация |
| Оскар                          | Лучшая музыка к фильму            | Джеймс Хорнер                | Номинация |
| BAFTA                          | Лучший фильм                      | Брайан Грейзер, Рон Ховард   | Номинация |
| BAFTA                          | Лучшая режиссура                  | Рон Ховард                   | Номинация |
| BAFTA                          | Лучшая мужская роль               | Рассел Кроу                  | Победа    |
| BAFTA                          | Лучшая женская роль второго плана | Дженнифер Коннелли           | Победа    |
| BAFTA                          | Лучший адаптированный сценарий    | Акива Голдсман               | Номинация |
| Золотой глобус                 | Лучший фильм — драма              |                              | Победа    |
| Золотой глобус                 | Лучшая режиссура                  | Рон Ховард                   | Номинация |
| Золотой глобус                 | Лучшая мужская роль в драме       | Рассел Кроу                  | Победа    |
| Золотой глобус                 | Лучшая женская роль второго плана | Дженнифер Коннелли           | Победа    |
| Золотой глобус                 | Лучший сценарий                   | Акива Голдсман               | Победа    |
| Золотой глобус                 | Лучшая музыка к фильму            | Джеймс Хорнер                | Номинация |
| Премия Гильдии киноактёров США | Лучший актёрский состав           |                              | Номинация |
| Премия Гильдии киноактёров США | Лучшая мужская роль               | Рассел Кроу                  | Победа    |
| Премия Гильдии киноактёров США | Лучшая женская роль               | Дженнифер Коннелли           | Номинация |

## Расхождения с реальной биографией

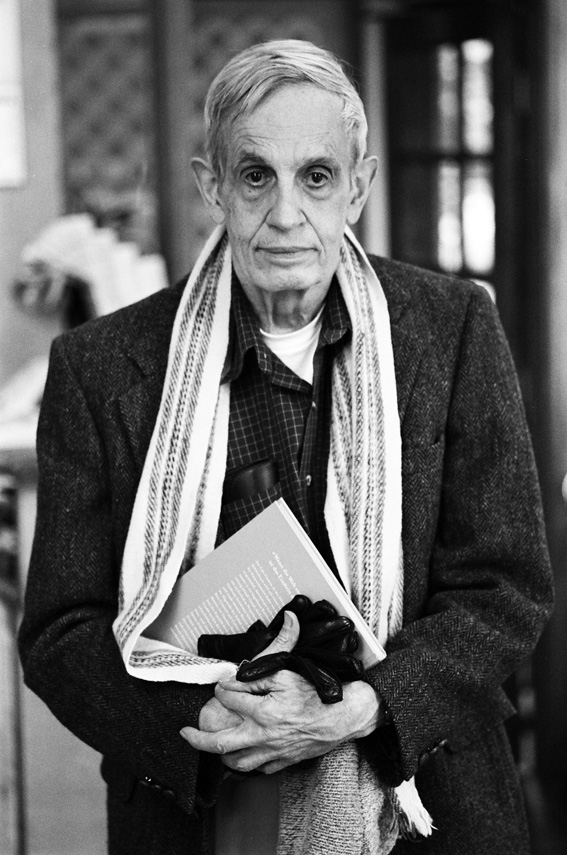
Джон Нэш в 2006 году

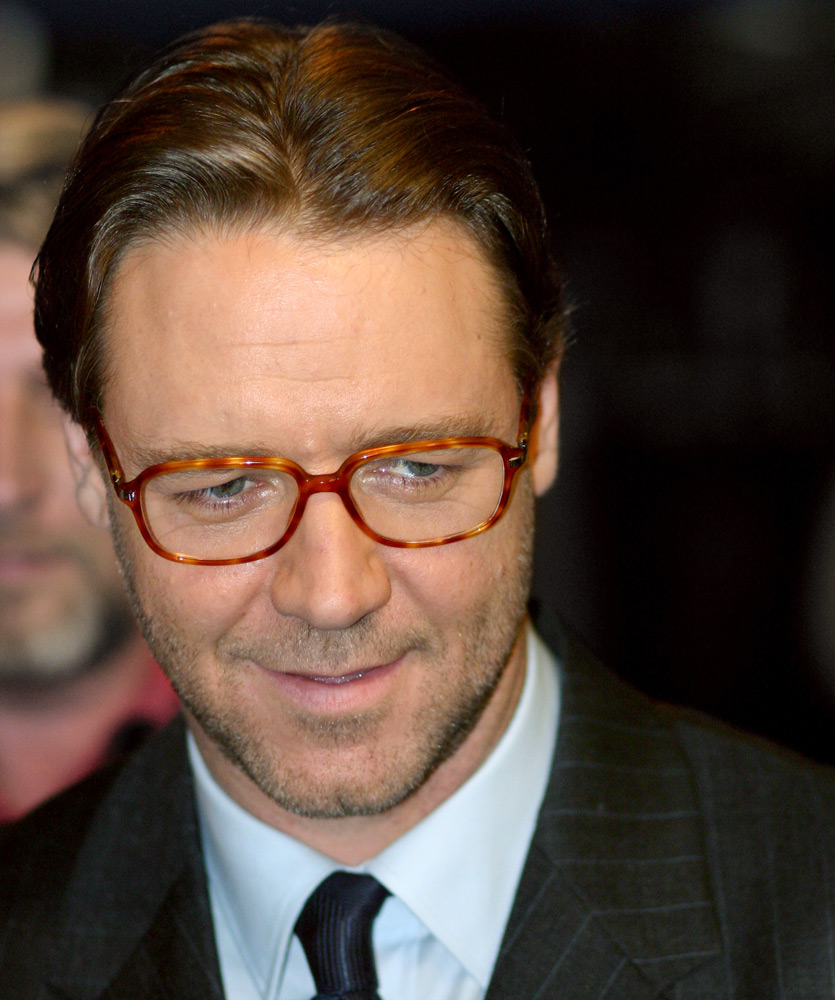
Рассел Кроу в октябре 2005 года

Создатели картины не задавались целью снять фильм-биографию, кинематографическая интерпретация жизни Джона Нэша значительно отличается от его реальной биографии.
В фильме не упомянуто, что у Нэша до знакомства с Алисией Лард был продолжительный роман. Знакомая медсестра Джона Элеанор Стир 19 июня 1953 года родила ему сына Джона Дэвида Стира. Джон бросил её, как только узнал о беременности. Взаимоотношения с Алисией также большей частью выдуманы. В фильме не упоминается об их разводе (1963), а также о том, что когда в 1970 году они снова сошлись, Нэш жил в доме у Алисии просто как её хороший знакомый, снимая комнату вплоть до 1994 года. При этом внимание и помощь бывшей жены действительно способствовали его частичному излечению. В 2001 году они повторно вступили в брак.
Красочно изображённые галлюцинации в виде людей, годами преследовавших больного, не соответствуют воспоминаниям самого Нэша. Он упоминал только о голосах — визуально эти образы перед ним не возникали. Кроме того, расстройства начались не во время учёбы в колледже, как показано в фильме, а значительно позже. Также, в действительности, Нэш провёл свои годы между Принстоном и Массачусетским технологическим институтом, работая консультантом в корпорации RAND, тогда как в фильме он работает на Пентагон.
Событий, показанных в заключительных эпизодах фильма, — церемонии вручения ручек в Принстоне и нобелевской речи лауреата, в которой он особо отметил заслуги своей бывшей жены Алисии, — в действительности не происходило. Традиции с вручением ручек в университете в действительности не существует. Также Нэш был лишён возможности прочитать Нобелевскую лекцию в Стокгольмском университете, так как организаторы опасались за его состояние. Вместо этого был организован семинар (с участием лауреата), на котором обсуждался его вклад в теорию игр.
Позже Ховард заявил, что они добавили упоминание про новейшие нейролептики во время диалога в столовой (хотя к тому моменту Нэш уже не принимал лекарств), чтобы фильм не создавал впечатления возможности преодоления шизофрении без лечения. Документальный фильм PBS «Блестящее безумие» пытается изобразить его жизнь более точно.
Немногие из персонажей фильма, помимо Джона и Алисии Нэш, существовали на самом деле. Рассуждения по поводу равновесия Нэша были названы критиками слишком упрощёнными. В фильме, в отличие от книги, никак не упоминаются предполагаемые гомосексуальные связи Джона Нэша во время работы в RAND, которые, впрочем, и он, и его жена отрицали.
В фильме показано, что во время учёбы в аспирантуре Джон не увлекался играми, тогда как фактически, согласно биографии Назар, он часто играл и даже создал новую игру под названием «Джон» или «Нэш» (в России известна как «Гекс»). Интересно, что она была несколько похожа на го, но квадратные поля стали шестиугольными. Сцена, в которой Нэш изобретает игру и показывает её своим друзьям, была вырезана из окончательной версии фильма.
В фильме Нэш присоединяется к Лаборатории Уилера в Массачусетском технологическом институте, но такой лаборатории не существует. На самом деле, он был назначен «преподавателем имени Клэренса Лемюэля Элиши Мура». В 1947 году теория тройной спирали ещё не была предложена; она разрабатывалась в течение 1950-х годов, а формально была предложена в 1952 году Лайнусом Полингом.
Сценарий был написан по мотивам книги Сильвии Назар, биографа Джона Нэша. Сильвия назвала фильм «далёкой от реальных событий выдумкой создателей, которая, однако, саму суть жизни Нэша передаёт верно». Рон Ховард в интервью так комментировал реалистичность фильма:

Моя задача была позволить зрителю «заглянуть» в голову к персонажу. Я позаимствовал некоторые занятные идеи из биографии Теслы. Он мог визуально представить себе свои изобретения. Представить себе их вплоть до деталей, потрогать и даже увидеть проблемы, которые могли возникнуть при их реализации.
Оригинальный текст (англ.) I thought it was my job to try and put the audience inside this character's head, and try to offer some insight. I borrowed from a few areas including a biography I was reading about Tesla, which was kind of interesting. He used to be able to visualize his inventions coming together in his mind. He could literally see it click and sometimes he could even see problems in the engineering of his concept, even in his mind.
— 

## Релиз и критика
«Игры разума» был выпущен ограниченным тиражом в США 21 декабря 2001 года, получив положительные отзывы. Широкий прокат в Америке и во всём мире стартовал 4 января 2002 года. На Rotten Tomatoes фильм имеет рейтинг в 78 % среди критиков; особо отмечены хорошие актёрские работы, трогательная любовная история и проницательный взгляд на психическое заболевание. Роджер Эберт дал фильму четыре звезды (это его самая высокая оценка), а его коллега по телешоу, Ричард Роупер, даже посчитал его одним из лучших фильмов года. Майк Кларк из «USA Today» дал фильму три с половиной звезды из четырёх возможных, а также похвалил игру Кроу; однако Дессон Томсон из «Washington Post» заявил, что этот фильм «один из множества шаблонных фильмов», а Чарльз Тэйлор из онлайн-журнала «Salon.com» резко раскритиковал картину, назвав игру Кроу «самой большой порцией абсурда, которая вызывает лишь отвращение». То, как показана математика в фильме, получило похвалу математического сообщества, включая настоящего Джона Нэша.
Первоначальный ограниченный прокат пришёлся на пятидневные выходные; фильм получил положительные отзывы и собрал хорошую кассу, выйдя всего на 12 экранах. 4 января 2002 года картина вышла в широкий прокат. В итоге фильм собрал $170 742 341 в США и Канаде и $313 542 341 по всему миру.
Российский прокат фильма стартовал 3 июля 2002 года. Отзывы российских критиков варьировались от умеренно положительных до восторженных. Сергей Кудрявцев в своей книге «3500 кинорецензий» поставил фильму 7,5 баллов из 10 возможных, сказав, что Рассел Кроу заслуживал очередного «Оскара». Евгений Нефёдов на сайте «World Art» также не обошёл стороной игру Рассела Кроу, написав, что тот «создаёт проникновенный, выразительный портрет уникального человека, даже факт душевного недуга которого кажется неотъемлемой чертой личности». Борис Иванов резюмирует: «Позитивный, но отнюдь не слащавый и не глупый фильм о том, что с шизофренией нельзя справиться, но с ней можно жить и работать».
Киновед и кинокритик Андрей Плахов особых достоинств в этом фильме не увидел. Игра Рассела Кроу, по его мнению, ни ужасна, ни гениальна, а где-то посередине. Но дело не в Расселе Кроу, считает критик, а в том, как фильм мастерски балансирует между реальностью и вымыслом. Плахов отмечает, что режиссёр при этом не придумывает никаких сложностей (вроде флэшбеков), а просто ведёт хронологическое повествование.
Однако были в среде российских критиков и однозначно отрицательные рецензии. Так, Михаил Брашинский на страницах журнала «Афиша» написал, что фильм действует согласно следующему правилу: «Говорить о явлениях необъяснимых и непредсказуемых, но делать это как можно банальнее и предсказуемее». По мнению критика, «это бесконечно скучный фильм». И Брашинский ни на минуту не сомневался, что «Игры разума» получат «Оскара» как лучший фильм года за свою предсказуемость и скуку.

## DVD и VHS
Фильм был выпущен на VHS и DVD в США 25 июня 2002 года в двухдисковом издании. Первый диск содержал два отдельных аудиокомментария режиссёра Рона Ховарда и сценариста Акивы Голдсмана; удалённые сцены с дополнительным комментарием режиссёра и информацию о производстве фильма. Второй диск содержал такие документальные фильмы как «„Игры разума“ изнутри», рассказывающий о создании фильма; «Блестящее партнёрство: Рон Ховард и Брайан Грейзер», раскрывающий подробности сотрудничества режиссёра и продюсера; «Развитие сценария», в котором ведётся обсуждение сценария фильма; «Процесс старения», раскрывающий секреты нанесения грима; «Подбор актёров: Рассел Кроу и Дженифер Коннелли», повествующий о подборе актёров на главные роли; «Создание спецэффектов», в котором зритель узнаёт о тонкостях создания специальных эффектов; «Саундтрек фильма» о создании саундтрека к фильму; и «Встречайте Джона Нэша», описывающий жизнь настоящего Джона Нэша. Отснятый материал, в котором настоящий Джон Нэш получает Нобелевскую премию по экономике, также вошёл в издание. Кроме того, диск содержал нарезку реакций победителей церемонии вручения премии «Оскар», сравнение сценарного отдела и киностудии, трейлер и рекламу саундтрека к фильму.